# Psylla kilimandjaroensis
Psylla kilimandjaroensis är en insektsart som beskrevs av Günther Enderlein 1910. Psylla kilimandjaroensis ingår i släktet Psylla och familjen rundbladloppor. Inga underarter finns listade i Catalogue of Life.